# Станиславский, Дмитрий Иванович
Дми́трий Ива́нович Станисла́вский (1911, Старый Оскол, Курская губерния — 09.04.1983) — зоотехник колхоза имени Ворошилова (Ухтомский район Московской области); Герой Социалистического труда (1949).

## Биография
Родился 1 марта 1911 года в городе Старый Оскол Курской губернии. Получил ветеринарное образование.
Работал зоотехником колхоза имени Ворошилова Ухтомского района Московской области.
На второй день войны, 23 июня 1941 года, был призван в Красную армию, с 19 июля — участник боевых действий. Служил военным ветеринарным фельдшером; войну закончил лейтенантом в должности командира взвода конных фельдегерей 105-го отдельного полка связи. Удостоен боевых наград.
После демобилизации снова работал зоотехником колхоза имени Ворошилова (Ухтомский район Московской области (с 1958 года – колхоз имени Ленина, с 1959 года – Люберецкого района); председатель колхоза — И. В. Словохотнов.). 
7 апреля 1949 года удостоен звания «Герой Социалистического труда». 
Был членом Учёного совета Московской ветеринарной академии.
Похоронен на Ваганьковском кладбище.

## Награды
- медаль «За боевые заслуги» (10.12.1944)[4]
- орден Красной Звезды (24.5.1945)[2]
- медаль «За взятие Берлина» (7.11.1945)[5]
- 5 благодарностей от Верховного главнокомандующего[3]
- звание «Герой Социалистического Труда» с вручением медали «Серп и Молот» и ордена Ленина (7.4.1949).